# オーディシャス (戦艦)
|          |                                                               |
| 艦歴     |                                                               |
| 発注     | 1910年                                                        |
| 起工     | 1911年3月                                                     |
| 進水     | 1912年9月14日                                                 |
| 就役     | 1913年8月                                                     |
| 戦没     | 1914年10月27日に触雷                                          |
| 除籍     |                                                               |
| 性能諸元 |                                                               |
| 排水量   | 23,400トン                                                    |
| 全長     | 598 ft (182 m)                                                |
| 全幅     | 89 ft (27 m)                                                  |
| 吃水     | 28 ft (8.5 m)                                                 |
| 機関     | 4軸蒸気機関で31,000馬力                                       |
| 最大速力 | 21ノット (39 km/h)                                            |
| 航続距離 |                                                               |
| 乗員     | 900名                                                         |
| 兵装     | 連装343mm砲×5 102mm砲×16 47mm砲×4 533mm魚雷発射管×3           |
| 装甲     | 水線305mm 甲板102mm バーベット254mm 砲塔前楯279mm 司令塔279mm |

オーディシャス (HMS Audacious) はイギリス海軍の戦艦。キング・ジョージ5世級。

## 艦歴
1912年9月14日進水。

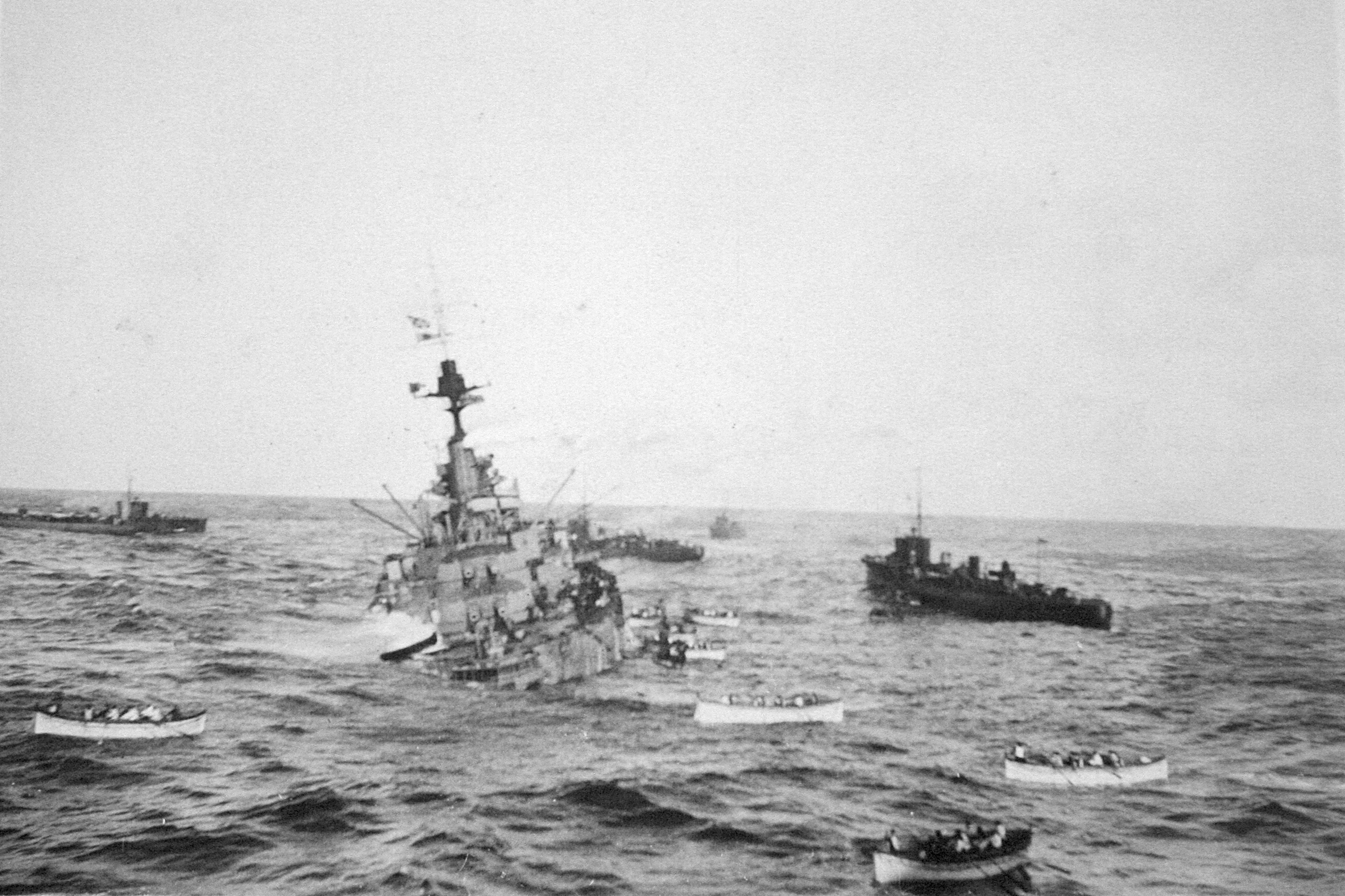
沈没する「オーディシャス」

第一次世界大戦中の1914年10月26日、「オーディシャス」が所属する第2戦艦戦隊はスウィリー湾から出航した。その目的は砲撃訓練であった。午前8時45分頃トーリー島北西沖で「オーディシャス」は触雷した。「オーディシャス」は機関室への浸水で航行不能となり、現場に現れた客船「オリンピック」による曳航もうまくいかなかった。また、軽巡洋艦「リヴァプール」や給炭艦「ソーンヒル (Thornhill)」も曳航を試みたが成功しなかった。「オーディシャス」曳航を命じられた戦艦「エクスマス」が現場に到着した時は「オーディシャス」はもはや救える状態ではなくなっており、転覆した後午後9時に爆発を起こして沈んだ。乗員は全員無事救出されたが、爆発の際に飛んだ甲板の破片により「リヴァプール」の下士官一人が死亡した。
機雷は10月22日から23日夜にドイツの機雷敷設艦「ベルリン」によって敷設されたものであった。
「オーディシャス」の喪失は秘密とされ、戦後まで公式には沈んでいないものとして扱われた。同艦は機雷によって沈んだ史上最大の軍艦である。